# Den stjålne minister
Den stjålne minister er en dansk film fra 1949.
- Manuskript Jens Locher.
- Instruktion Emanuel Gregers.

Blandt de medvirkende kan nævnes:
- Christian Arhoff
- Ib Schønberg
- Knud Rex
- Erika Voigt
- Henry Nielsen
- Carl Johan Hviid
- Einar Juhl
- Anna Henriques-Nielsen
- Alex Suhr
- Aage Foss